# 佐賀県道280号中津隈原古賀線
佐賀県道280号中津隈原古賀線（さがけんどう280ごう なかつくまはるこがせん）は、佐賀県三養基郡みやき町を通る一般県道である。

## 概要
三養基郡みやき町大字中津隈から三養基郡みやき町大字原古賀に至る。

### 路線データ
- 起点：佐賀県三養基郡みやき町大字中津隈（板部交差点、佐賀県道22号北茂安三田川線交点）
- 終点：佐賀県三養基郡みやき町大字原古賀（三養基高校入口交差点、国道34号・福岡県道136号入部中原停車場線・佐賀県道136号早良中原停車場線交点）

## 地理

### 通過する自治体
- 三養基郡みやき町

### 交差する道路
| 交差する道路                                                          | 交差する場所 | 交差する場所                |
| --------------------------------------------------------------------- | ------------ | --------------------------- |
| 佐賀県道22号北茂安三田川線                                            | 大字中津隈   | 板部交差点 / 起点           |
| 国道34号 福岡県道136号入部中原停車場線・佐賀県道136号早良中原停車場線 | 大字原古賀   | 三養基高校入口交差点 / 終点 |

### 沿線
- 国立病院機構東佐賀病院
- 佐賀県立中原特別支援学校
- 佐賀県立三養基高等学校
- みやき町役場
- JR九州長崎本線 中原駅